# Erica arborea
El brezo arbóreo, brezo o brezo blanco (Erica arborea) es una especie de planta  arbustiva o pequeño árbol del género Erica, distribuida por la región mediterránea.

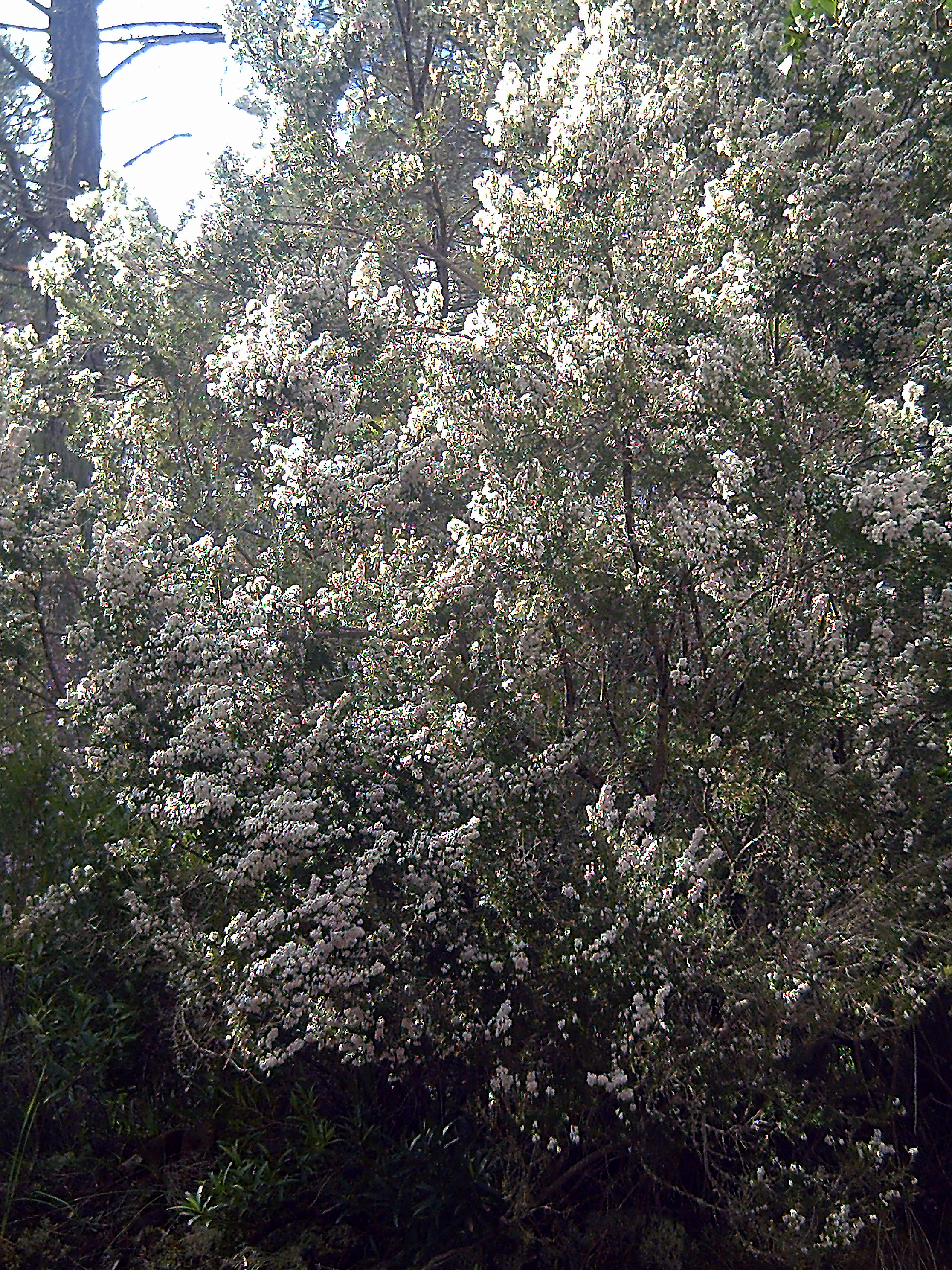
Vista de la planta

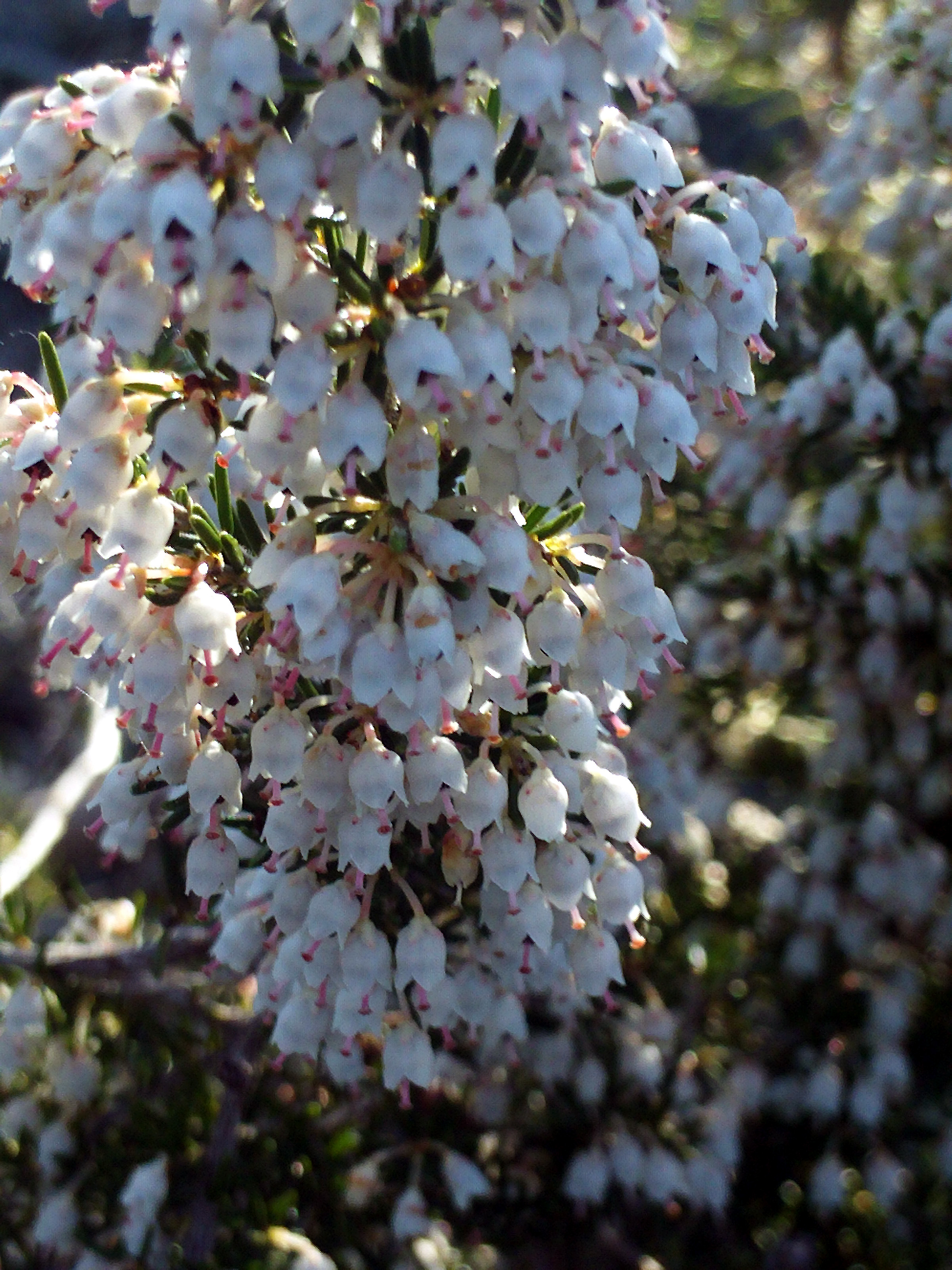
Flores

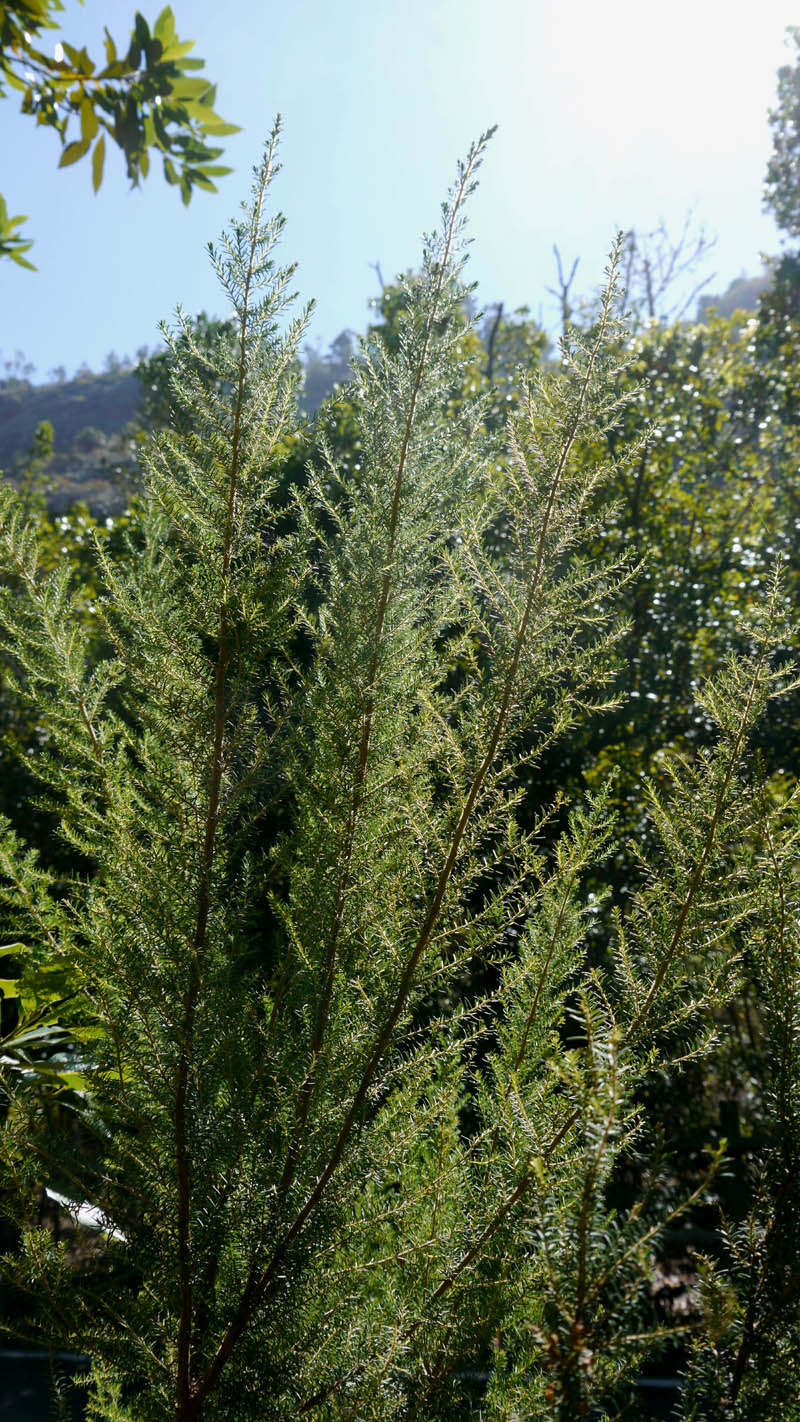
Vista de la planta

## Características
Muy ramoso y de porte erecto suele medir de 50 cm a 2 m de altura, aunque a veces se convierte en un arbolillo de hasta 7 metros en Andalucía occidental. Tiene las ramillas blanquecinas, peludas; las hojas se agrupan en verticilos de uno o dos y son muy estrechas, lineares, lampiñas, y casi aciculares; miden de 1 a 3 mm de longitud. Las flores, que se producen en gran número, en pequeñas inflorescencias umbelares con dos o tres flores que parten axilarmente de las ramas. Éstas son de color blanco o sonrosado, largamente pediceladas, con pedicelo provisto de dos o tres pequeñas brácteas; corola acampanada hendida de cuatro o cinco lóbulos anchos, con ocho estambres. Cápsula lampiña, abridera en cuatro valvas.
Florece desde febrero o marzo hasta julio o agosto, según localidad.

## Hábitat
En los bosques aclarados y matorrales algo frescos y umbrosos, sobre todo en los suelos desprovistos de cal (granitos, cuarcitas, areniscas, etc); desde casi el nivel del mar hasta unos 1300-1600 m s. n. m. de altitud; prefiere las vaguadas, barrancos, torrenteras y laderas con suelo fresco y algo húmedo.

## Distribución
De forma amplia en torno a la región mediterránea, extendiéndose  hasta Europa occidental y África oriental. En las Baleares, en Mallorca, Menorca y Cabrera.
Además, es el árbol que tiene una mayor distribución en el mundo, ya que se halla en las zonas centrales de África y en Europa.[cita requerida] Sin embargo, en Europa nunca llega a tener una altura auténticamente arbórea, y solo se halla en forma de arbusto.

## Usos
La madera de su raíz, que tiene forma de bulbo, es utilizada en la fabricación de pipas.
El brezo tiene una madera muy dura y pesada, de un bello color rojizo, parecida a la del madroño; es muy buena como combustible y se aprovecha para hacer horquetas, horquetones y varas. También se lo echa picado como cama del ganado. Además, el brezo da un carbón de excelente calidad y sus ramas pueden utilizarse, cuando están tiernas, como alimento para el ganado. Tiene algunas aplicaciones en medicina popular y en la fabricación de utensilios de artesanía.
Por su gran resistencia a la sequía, su poder invasor, rebrotar de troncos, etc., tiene un papel muy importante en la economía rural, formación de suelos, etc.
También es conocido por su uso en jardinería.

## Propiedades
En la medicina tradicional tiene usos antiinflamatorios. Especialmente recomendado para las vías urinarias.
También se ha usado para los efectos de picaduras de insectos.

## Taxonomía
Erica arborea, fue descrita por Carlos Linneo y publicado en Species Plantarum 353. 1753.
Citología
Número de cromosomas de Erica arborea (Fam. Ericaceae) y táxones infraespecíficos: 2n=24
Etimología
Erica: nombre genérico que deriva del griego antiguo ereíkē (eríkē); latínizado erice, -es f. y erica = "brezo" en general, tanto del género Erica L. como la Calluna vulgaris (L.) Hull, llamada brecina.
arborea: epíteto latino que significa "como un árbol".
Sinonimia
- Erica riojana Sennen & Elías [1930]
- Erica procera Salisb. [1802]
- Erica arborea var. rupestris Chabert [1882]
- Erica arborea subsp. riojana (Sennen & Elías) Romo [1981]
- Ericodes arboreum (L.) Kuntze [1891]
- Erica elata Hoffmanns. & Link 1813, 1820
- Arsace arborea (L.) Fourr.[7]

## Nombres vernáculos
- Castellano: alanjo, albarizo (3), albarón (2), argalla, argana, beredo, bereza, berezo (10), berezo albar (3), berezo albarino, berezo arriero, berezo ayuz, berezo blancal, berezo blanco (4), berezo castellano (4), berezo hayuz, berezo negro, berezo rial, berezu (2), bermeja, berozo blanco (2), berozo macho (2), brezo (21), brezo albar (2), brezo albarino (2), brezo albarizo (7), brezo arbóreo (5), brezo blanco (24), brezo castellano (6), brezo churro, brezo cucharero (4), brezo de flor blanca, brezo escoba, brezo español, brezo macho (2), brezo oloroso, brezo rial, brezo vagante, brezu, bricio, broza, brozo, cepa (2), cepa de urz, cepa de uz, cepo, choca, escoba, frezo negro, gran brezo blanco, hayuz, huerce, hurce, juncia, quirihuela, regueriza, rozo, turel (2), uce, ud, urce (6), urce albar, urce albarona, urce blanca (2), urce branca, urz (4), urz albar (2), urz albarina, urz albarona, urz blanca (2), urz blanco, urz branca, urza albar[8] El número entre paréntesis indica el número de especies con el mismo nombre común.
- Asturiano: uz.